# Žalha vas, Velikovec
Žalha vas (nemško Salchendorf) je naselje v Občini Velikovec v Okraju Velikovec na Koroškem v Avstriji.